# Товарњак (Пришњак)
43° 50′ 20″ N 15° 14′ 22″ E / 43.83889° С; 15.23944° И
Товарњак је ненасељено острвце у хрватском дијелу Јадранског мора. Налази се у Корнатском архипелагу, између острва Корнат и Леврнака. Дио је Националног парка Корнати. Његова површина износи 0,022 km², док дужина обалске линије износи 0,69 km. Грађен је од кречњака кредне старости. Административно припада општини Муртер-Корнати у Шибенско-книнској жупанији.